# Valje
Valje este o arie protejată (arie specială de conservare — SAC, sit de importanță comunitară — SCI) din Suedia întinsă pe o suprafață de 90,9 ha, integral pe uscat.

## Localizare
Centrul sitului Valje este situat la coordonatele 56°03′13″N 14°32′54″E / 56.0536°N 14.5484°E.

## Înființare
Situl Valje a fost declarat sit de importanță comunitară în ianuarie 1997 pentru a proteja 1 specie de animale. Situl a fost protejat și ca arie specială de conservare în martie 2011.

## Biodiversitate
Situată în ecoregiunile continentală și marină baltică, aria protejată conține 5 habitate naturale: Golfuri mici largi și golfuri puțin adânci, Pășuni din zone de pădure fino-scandinave, Păduri de fag Asperulo-Fagetum, Păduri caducifoliate bătrâne naturale hemiboreale fino-scandinave (Quercus, Tilia, Acer, Fraxinus sau Ulmus) bogate în specii epifite, Pășuni de coastă din Baltica boreală.
La baza desemnării sitului se află o specie protejată de  nevertebrate: Osmoderma eremita.